# João Varela Gomes
João Maria Paulo Varela Gomes (Lisboa, 24 de Maio de 1924 — Lisboa, 26 de Fevereiro de 2018), foi um militar português e um revolucionário português contra o Estado Novo.

## Vida Pessoal
Filho de Romano Vital Gomes e de Beatriz Varela Gomes. Casou com Maria Eugénia Varela Gomes, que também se destacou pelos seus esforços contra o governo ditatorial português. O casal teve dois filhos, e duas filhas, Maria Eugénia, conhecida por "Geninha", e Maria da Luz. Em 1998 o casal perdeu um dos filhos, João António, e em abril de 2016 faleceu o outro filho, o escritor Paulo Varela Gomes. No mesmo ano falecerá a mulher de Varela Gomes.

## Carreira Militar em Ditadura
Entrou para a Escola do Exército em 1943, cursando em Artilharia, arma na qual viria a ser Capitão. Teve uma comissão em Goa (1948) e foi selecionado para o curso de Estado Maior (1956), mas recusou essa carreira. Em 1958, era capitão em Santa Margarida, Constância.

## Oposição ao Estado Novo
Depois de se ter envolvido ativamente na candidatura de Humberto Delgado (1958), foi castigado ao ser enviado para os Açores durante seis meses.
João Varela Gomes esteve ligado à Conspiração da Sé (1959). Em 1961, juntou-se a outros prestigiados democratas na apresentação de uma candidatura à Assembleia Nacional. Inédito para a um oficial no ativo, pela "forma hábil" como fez o pedido aos seus superiores da hierarquia militar, Varela Gomes foi autorizado a integrar as listas e concorreu por Lisboa.
Nos comícios da campanha eleitoral realizados no distrito de Lisboa, ficou célebre o empolgante discurso de Varela Gomes no Teatro da Trindade: com a coragem e a frontalidade que sempre o caracterizaram, Varela Gomes incentivou os presentes à revolta contra o regime, criando um clima de grande emoção na sala. Segundo o relatório de uma agenda da PIDE, "[Varela Gomes] foi muito ovacionado, com a assistência em pé. Foi de todos os oradores, aquele que mais atacou Sua Excelência o presidente do Conselho e todo o Governo."
O ano de 1961 tinha sido o de todas as calamidades para a ditadura e de muita esperança para a democracia. Em janeiro o capitão Henrique Galvão sequestrara o navio Santa Maria. O Governo estava isolado; caíram Goa, Damão e Diu; foram lançados panfletos sobre Lisboa, de um avião desviado por Palma Inácio; Daomé ocupou o Forte de S. João Baptista de Ajudá, enclave representativo da presença histórica portuguesa na região. Havia, pois, razões para crer no fim da ditadura Salazarista e numa eventual "insurreição geral".

## A Revolta de Beja

### Preparativos
Varela Gomes não era favorável à decisão de atacar um quartel, mas não seria consultado por Manuel Serra, talvez por isso mesmo. No princípio de Dezembro membros do "comando de ação" dirigem-se a Beja. Vários oposicionistas dirigem-se a Varela Gomes como se ele estando no centro das decisões, mas não estava. Lopes Cardoso propõe-lhe um encontro com José Hipólito dos Santos, ambos do Seara Nova. O irmão deste era tenente no quartel de Beja e assegurava a presença de vários oficiais anti-fascistas, incluindo o capitão mais antigo, Francisco Vasconcelos Pestana, colega de Varela Gomes na Escola do Exército. Essa informação muda o posicionamento de Varela Gomes e entra no planeamento da ação. A componente encontra-se com a componente civil. Varela Gomes, Manuel Serra, Edmundo Pedro, e outros encontram-se numa casa de um familiar de Varela Gomes em Cascais.

### A ação
Na noite de passagem de ano de 1961 para 1962, o capitão João Varela Gomes avança para Beja para, juntamente com outros companheiros, tomar de assalto o quartel. O assalto que Varela Gomes e Manuel Serra dirigiram tinha na preparação Humberto Delgado, que entrou em Portugal clandestinamente para o comandar, mas ficando em Beja afastado da acção.
Por volta das 2h15m da madrugada o grupo comandado por Varela Gomes entrou no Quartel de Beja, contando com a conivência de três oficiais no interior do quartel, que lhes abriram as portas, anulou primeiro os sentinelas e trancou todos os militares nas casernas após o que se dirigiu ao quarto onde se encontrava o Segundo Comandante Henrique Calapez da Silva Martins. Assim que Henrique Calapez Martins abriu a porta do quarto foi alvejado no tórax, um disparo acidental, na versão dos revoltosos. Ferido, Henrique Calapez ripostou quase em simultâneo, usando uma pistola ‘Savage’, atingindo Varela Gomes no baço. Segue-se uma troca de tiros entre os revoltosos e o Major Henrique Calapez em que Calapez, sozinho, conseguiu dominar a revolta e colocar os golpistas em fuga.

### Prisão e julgamento
Varela Gomes resistiu a várias cirurgias, sob prisão. A PIDE prendeu o capitão Eugénio de Oliveira e os outros implicados, civis e militares, enquanto era vexada pela fuga bem sucedida do general Humberto Delgado.
A 2 de janeiro de 1962, o New York Times vai-se referir a Varela Gomes como "Um líder político emergente na esquerda, [...] tinha sido considerado uma das futuras esperanças políticas daqueles que se opunham ao governo do Dr. Salazar."
Expulso do exército e encarcerado, será julgado num tribunal plenário a 29 de Julho de 1964, que davam cobertura ao Estado Novo,. Varela Gomes profere “Levei até à última fronteira da legalidade o meu protesto, pouco me tendo surpreendido ver confirmada a inutilidade de uma oposição leal, a peito descoberto. Nunca um governo desta espécie policial e predatória abandonou o poder a não ser expulso pela força”. Apela desafiadoramente “Que outros triunfem onde nós fomos vencidos”.
Varela Gomes será condenado a 6 anos e Manuel Serra a 10 anos. Esteve encarcerado no Aljube, Caxias e Peniche. Sairia em liberdade condicional em 1968, mas ele e a sua família continuariam sob vigilância da PIDE. Retomaria o seu ativismo político em colaborações com a Comissão Democrática Eleitoral (CDE) em 1973.

## Do 25 de Abril de 1974 ao 25 de Novembro de 1975

### Funções pós-25 de Abril
Depois do castigo pelo Estado Novo de expulsão do exército durante pelo menos 10 anos, é  reintegrado como Coronel no pós Revolução dos Cravos. Ficou responsável pela Comissão Para o Desmantelamento da PIDE e da Legião Portuguesa, mas o seu comportamento demasiado "enérgico" contra os agentes e informadores da violenta instituição, que o havia prendido outrora, levou o general Silvério Marques da Junta de Salvação Nacional a detê-lo em maio de 74. A reação de alguns capitães de Abril (por exemplo, Diniz Almeida) levariam à ordem de sua libertação por Spínola, mas seria saneado do cargo, reflexo das diferentes visões sobre o futuro (o próprio general Silvério tendo sido temporariamente detido pelo Movimento das Forças Armadas (MFA) no 25 de Abril), e prenunciador das ondas de prisões, a mando do Serviço de Coordenação da Extinção da PIDE/DGS e LP, cujas faltas de corpo de provas e contextualização legal, a par de outros abusos, viriam mais tarde a ser alvo de escrutínio.
Passando a dirigir não oficialmente o Centro de Sociologia Militar da 5ª Divisão, tida como "motor da propaganda revolucionária" e nominalmente chefiada por Vasco Lourenço. Varela Gomes é tido como o "adjunto do chefe”, constrói “uma rede de contactos com comissões de trabalhadores ou com unidades colectivas de produção na zona de intervenção da reforma agrária (…) actividade orientada para os sectores mais dinâmicos da revolução”. A 5ª Divisão, entre outras funções publicaria o autopromocional Boletim Informativo do Movimento das Forças Armadas, contencioso até entre membros da "esquerda moderada" do MFA e do próprio Conselho da Revolução, mais tarde Varela Gomes vindo a acusar a Comissão do MFA de "censura" da publicação. A 5ª Divisão tinha também como funções, coordenando-se com o comando de Otelo de Carvalho (o COPCON), "controlo das linhas hierárquicas" de empresas-chave, apelos diretos ao voto, entre outras.
Ao instalar-se no edifício do Instituto de Altos Estudos da Defesa Nacional (IAEDN), entra rapidamente em conflicto com o Contra-Almirante Laurindo dos Santos, que acusa os novos "colegas de escritório" de "falta de educação". O idoso almirante viria a falecer, e o IAEDN formalmente suspenso.
Pouco após a demissão de Spínola no decorrer do 28 de Setembro, em outubro de 74, é incumbido das celebrações de dia 5. Com operários da Sorefame, toma a iniciativa de substituir o "o insulto que era" o letreiro da Ponte de Salazar (nome oficial durante o Estado Novo de "Ponte sobre o Tejo"), renomeando-a Ponte 25 de Abril, algo pelo que o novo presidente Costa Gomes e até mesmo o primeiro-ministro Vasco Gonçalves (correligionário desde a "Conspiração da Sé"), com a difícil lida sobre uma sociedade altamente polarizada, o iriam admoestar, entendendo que o processo de renomeação deveria ter corrido por canais institucionais.
É pelo Boletim do MFA, à mão de Varela Gomes, que são a 20 de outubro de 1974 tornadas públicas clivagens entre os chamados "gonçalvistas"e a "esquerda moderada" "dos nove", quando nesta publicação se critica abertamente o Ministro de Economia, Emílio Rui Vilar. Primeira de várias oposições políticas feitas pela 5ª Divisão aos mais moderados do MFA.

### Cuba, Guerra Fria e o 25 de Novembro de 1975
O 25 de Abril de 1975 apanha-o na ditadura de Cuba, onde lidera uma missão de intercâmbio, durante mais de duas semanas convivendo com Fidel e Raul Castro. Numa cerimónia na embaixada, celebram com o ditador o 25 de Abril. Tal simpatia motiva Carlucci a escrever a Kissinger, alertando para as políticas cubanas agora defendidas por Varela Gomes e outros "militares vermelhos", crendo ter decorrido na missão diplomática "a formação ideológica nas Forças Armadas cubanas e a organização da população para tarefas de defesa da revolução", algo que iria resultar em pressão de averiguação pela embaixada estado-unidense. Desta pressão, e da rejeição do ideário socialista-revolucionário por membros moderados do MFA, resultaria a sua exclusão da Assembleia dos 200.
No contexto securitário e de entrega de poder nas ex-colónias sem garantias democráticas para a minoria étnica portuguesa, as diferenças entre os mais conservadores, ostracizados da política, e a "esquerda militar" no poder tornam-se inconciliáveis. A crença de que, à semelhança de Cuba e de tantos outros países do Bloco Soviético, e com o apoio militar destes, estaria para suceder uma violenta purga política, despoleta a 11 de março de 1975 uma frustrada intentona spinolista. Segue-se-lhe a chamada "Assembleia Selvagem", na qual figura Varela Gomes, um dos impulsionadores das medidas de nacionalizações e ocupações generalizadas que seriam então decididas, e de mais abrangente "saneamento" de indíviduos considerados contra-revolucionários das estruturas milito-governamentais e da indústria. Declara "Não há aqui ninguém que tenha autoridade moral como eu para estar aqui a fazer afirmações deste género e para exigir o castigo dos traidores hoje [...] e, desculpe sr. Presidente da República, incluindo vossa excelência", culpando os golpistas de “alta traição”, numa Assembleia que chegaria a discutir, e por fim rejeitar, fuzilamentos. Ao ser lembrado pelo major Costa Neves que nem o Estado Novo o fuzilara em 62, Varela Gomes concorda com a rejeição dos apelos ao fuzilamento dos golpistas. A intentona e consequente assembleia, cujo cognome muitos chamariam de injusto, marca ainda assim uma nova etapa de polarização que irá levar ao Verão Quente e culminar no 25 de Novembro de 1975.
Neste ambiente político polarizado, no MFA chegar-se-ia a discutir adoptar o modelo cubano de "órgãos de poder popular", como os Comités de Defesa da Revolução, banindo-se os partidos como mecanismo de pluralidade civil. No entanto, Varela Gomes será contra esta ideia no contexto vivido. Vê-se também obrigado a defender antigos funcionários do IAEDN de saneamento. Ordena, com a restante chefia da 5ª Divisão, que se queimem os "livros fascistas" desta ex-instituição, em particular pertencentes a Luiz da Câmara Pina, suspenso general salazarista.
No Verão Quente, tenta combater em várias frentes. Em agosto, propõe à Assembleia do Movimento das Forças Armadas (AMFA) partir com toda a 5ª Divisão para funções em Angola, onde os movimentos de independência se viravam para a guerra civil.
Adivinhando-se a queda do governo de Vasco Gonçalves, a 5ª Divisão do EMGFA de Ramiro Correia e Varela Gomes torna-se "declaradamente ao serviço de Vasco Gonçalves". A Divisão monta "um posto de apoio na residência oficial do primeiro-ministro", temendo um golpe. Cria o lema "Força, força, companheiro Vasco", fazendo parte da campanha política de defesa do governo, em particular no ataque ao Partido Socialista (PS) e ao Grupo dos Nove. A queda do governo é precedida em três dias com o encerramento da 5ª Divisão pelos comandos de Jaime Neves, a mando do presidente Costa Gomes.

### Rescaldo do 25 de Novembro de 1975 e normalização
É ainda discutida quem tomou a iniciativa no 25 de Novembro, Varela Gomes sendo um dos acusados, a 5ª Divisão apontada por alguns intérpretes do 25 de Novembro como uma das forças-motrizes da intentona. O "centro" e a "direita" acusam a "esquerda" da iniciativa. Varela Gomes salienta a admissão de Pires Veloso, “vice-Rei do Norte”, que distribuiu armamento, concluindo que "A direita preparava a guerra civil" (ignorando que antes, no Verão Quente, o "lado perdedor" tinha feito semelhante uso do arsenal de assalto das Forças Armadas). Um mandato pela sua captura, a 28 de novembro, força-o a entrar na clandestinidade.
É expulso do exército e parte para o exílio. Passa brevemente por Cuba, e vai para Angola "combater a invasão sul-africana", sendo colocado na Academia Militar. Sai de Angola em 1977, na sequência da repressão desencadeada pelo Governo de Agostinho Neto. Com a FRELIMO disposta a recebê-lo, ruma com a mulher para Moçambique.
Voltará em 1979 no seguimento de uma amnistia aprovada pela Assembleia da República, a Lei 74/79 que abrange infrações de natureza política entre 11 de Março e 25 de Novembro de 1975. É reintegrado em 1982 com o posto de Coronel mas, com 58 anos, reformado.
Em 1987, por ocasião da Presidência Aberta ‘Alentejo Verde’, Mário Soares, à chegada a Beja, diria: «se não fosse um tal de major Calapez, o 25 de Abril teria sido 15 anos antes», em referência à frustração do Golpe de Beja liderado por Varela Gomes.

## Crítico em democracia

### Sobre portugueses
Torna-se membro do Conselho de Redacção da revista "Versus", cuja editora publicaria vários dos seus trabalhos, em particular em temáticas que o próprio definiria como "o estado da revolução em Angola e Moçambique", "a ausência de ideologia no discurso da esquerda", a par de artigos sobre a realidade política, e revolução portuguesa.
Também nesta editora denuncia o que entende como aproximação à extrema-direita do Partido Social Democrata (PSD) de Cavaco Silva. Com a sua mulher publica Pensões Vitalícias - para fascistas, colonialistas e arrependidos políticos, durante o segundo governo e parlamento de maioria absoluta liderados por Aníbal Cavaco Silva. Critica o facto do PSD ter feito promulgar alguns documentos a atribuir pensões vitalícias a figuras do regime deposto, ou associadas a grupos de "extrema-direita". Em 1988, Alberto Rebordão de Pinto (ex-membro do Movimento Democrático de Libertação de Portugal) e Américo Paulo Maltez Soares (capitão Maltez da PSP, que encabeçou vários casos de brutalidade policial) estão entre os que recebem tal recompensa por "serviços excepcionais e relevantes prestados ao País".
Nesta mesma publicação, ataca também a atribuição das mesmas pensões vitalícias a dois 'desertores' do Partido Comunista Português, Cândida Ventura e Francisco Ferreira. A despeito de reconhecer-lhes "um passado político de luta antifascista", acusa-lhes "(triste) notoriedade" por "terem abandonado com grande arruído [...]  [o] PCP. Dois arrependidos políticos", que acusa de "traição política e da deserção partidária", chamando "vergonhosa" à distinção ao lado de "arrependidos criminais", "quer para quem a recebeu, quer para quem a concedeu".
Em novembro de 2012, no contexto da crise financeira, em grande medida consequência da Grande Recessão, Varela Gomes denuncia o "capitalismo selvagem", em resposta às políticas "neo-liberais" e à incapacidade de resposta à crise que causou desemprego e austeridade, "deriva" que acusa ter originado no 25 de Novembro. Isto apesar de, no pós-revolução, as políticas de sucessivos governos de Vasco Gonçalves, apoiados pelos "derrotados" do 25 de Novembro, terem causado crises financeiras de semelhante impacto, dadas as radicais nacionalizações e expropriações (incluindo as realizadas pelos novos governos autocráticos africanos, apoiados pela "esquerda" do MFA do 25 de Abril à descolonização) em contexto da crise internacional petrolífera (que havia abalado o próprio Estado Novo).

### Sobre os regimes africanos
Em 1989, escreve o seu Revolução na África Austral: apontamentos polémicos a partir de um Portugal democrático, e no contexto de guerras civis revolucionárias decorrentes em Angola e Moçambique, que ceifavam então mais de um milhão de vidas e levavam à consolidação de regimes anti-democráticos.
Conclui sobre o "estado do socialismo", que "as revoluções angolana e moçambicana conseguiram evitar a tentação totalitária. Violência organizada (terror) existiu apenas, episodicamente, em Angola, nos meados de 1977, por reacção ao chamado golpe Nito Alves; e tratou-se não de terror vermelho, mas sim de terror branco (de motivação contra-revolucionária)".
Louva os "revolucionários sinceros em Angola e Moçambique" pela 'contenção' em ceder completamente à mais 'vermelha' "tentação estalinista", a despeito de os ter testemunhado "desesperados", "quando a "interpretação simplória (à letra), individualizada, pelas grandes massas [...] (O povo é quem manda; Os trabalhadores são os donos das fábricas; etc, etc)" faria que "numa oficina, num hotel, ou numa plantação, o pessoal '[levasse] para casa' a maquinaria e as ferramentas, os fogões e as toalhas, as enxadas e os tratores, só um santo se dedicaria a distinguir as motivações ideológicas". Então veria membros do "MPLA e a Frelimo preconizarem medidas de repressão violenta, [...] para acabar com a sucessão de desastres e fracassos na área económica! E algumas 'soluções' desse tipo foram levadas a efeito; como, por exemplo, no porto de Luanda onde houve fuzilamentos, prisões maciças, por fim despedimento colectivo e substituição de todo o pessoal por brigadas cubanas. O facto é que soluções deste tipo não tiveram continuidade; talvez até pelos fracos resultados obtidos."
Apesar de tais 'contenções', declara que o "MPLA e a Frelimo [...] revelaram não estarem suficientemente preparados para [...] administração do estado autoproclamado, socialista." Culpa sobretudo o "estado do socialismo" às "soluções capitalistas" que "vão sendo adoptadas cada vez em maior número, pelos governos de Luanda e de Maputo", a "tentação da dolce vita, que logo se traduziu no usufruto de privilégios, em carros, casas, viajatas, sexo, etc; assim se tornando receptivos ao canto de sereia do "amigo capitalista"", ao invés de 'devida' ideal ascese.
Prevê ainda assim que para a "consolidação da vitória revolucionária" e "consolidação do socialismo", "interditos críticos sejam levantados", nos "segundos (terceiros, quartos...) dias das muitas revoluções que esperam a humanidade", tendo defendido que um movimento internacional comunista teria, "com a ajuda da ciência marxista-leninista", contrariado com sucesso o "socialismo real" africano, levando-o a "bom porto".
Compara a repressão política nos regimes com a Cuba coeva, "tão próximo em tantos aspectos, das experiências africanas", declara "já também a revolução cubana esteve sujeita ao mesmo interdito crítico", aparentando crer na existência de um nível aceitável de liberdade de crítica no regime de Fidel Castro, em contraste com a "abstenção crítica" imposta nas ex-colónias.

## Morte e homenagens
Falece em 2018, em Lisboa. O facto é relembrado por jornais como o Público, o Diário de Notícias, e a Rádio Televisão Portuguesa. Ser-lhe-ão aprovados votos de pesar na Assembleia da República e na Assembleia Municipal de Lisboa, sua terra natal.
Pouco após o centenário do seu nascimento, em 2025, o grupo da Assembleia Municipal lisboeta "Os Verdes" propõe ser-lhe feita uma homenagem toponímica.

### Leituras
Varela Gomes.Que outros triunfem onde nós fomos vencidos (2016). Biografia autorada por Louçã, António. Parsifal.

### Obras de Varela Gomes

#### Memórias e ensaios políticos
Sobre os Golpes Contra-Revolucionarios de 11 de Março e de 25 de Novembro de 1975 (1980). Tipografia Freitas Brito, LDA.
Tempo de Resistência (abril de 1980). Ler Editora. ISBN 9789728212209.
A Contra-Revolução de Fachada Socialista (abril de 1981). Ler Editora. ISBN 5600001211617.
Livro Branco da 5ª Divisão 1974-75 (1984, co-autor). Ler Editora.
Pensões Vitalícias - para fascistas, colonialistas e arrependidos políticos (1988). Série Cadernos Versus, publicado por Oficinas "Versus". Compilação de artigos publicados na Revista "Versus", a par de conclusões.
Revolução na África Austral: apontamentos polémicos (1989). Série Cadernos Versus, publicado por Oficinas "Versus".
Esta Democracia Filofascista. O que resta do 25 de Abril. Cultura e Política de Esquerda no limiar do século XXI  (1999). Edição de autor.
Memória Ideológica no Centenário da República (2011). Letra Livre.

#### Sobre a Guerra Civil Espanhola
Publicaria sete artigos no tema da Guerra Civil de Espanha no Diário de Lisboa entre Julho de 1983 e Março de 1984, que depois reuniu e ampliou no livro:
Guerra de Espanha – Achegas ao Redor da Participação Portuguesa (1987). Série Cadernos Versus, publicado por Oficinas "Versus".
Guerra de Espanha. Achegas ao Redor da Participação Portuguesa 70 Anos Depois (2006, re-edição do tomo prévio) Lisboa, Fim de Século.